# Estación de Derio
Derio es una estación de ferrocarril en superficie perteneciente a la línea E3 de Euskotren Trena (línea del Txorierri). Se ubica en el municipio vizcaíno de Derio, justo enfrente de la plaza del ayuntamiento. Su tarifa corresponde a la zona 2 del Consorcio de Transportes de Bizkaia.
Se accede a la estación por medio de rampas subterráneas y de escaleras. Desde allí se accede al andén central.
La puesta en marcha de la línea 3 del metro de Bilbao ha supuesto el acceso directo a la red de metro de la línea E3, así como la mejora de las frecuencias de paso. A finales de 2016 se adjudicaron los trabajos de renovación para adecuar la estación a las nuevas unidades y a las personas de movilidad reducida.

## Accesos
- Herriko plaza

## Conexiones
Por la estación pasan las siguientes líneas de Bizkaibus:
- A2151 LAS ARENAS - Leioa - Erandio - Sondika - Loiu - Derio - Zamudio - Lezama - LARRABETZU
- A3517 BILBAO - Derio - Mungia
- A3522 Mungia-Derio-Gurutzeta/Cruces (Hospital/Ospitalea)
- A3528 Bermeo-Mungia-Derio-UPV/EHU